# Круунувуоренселькя
Круунувуоренселькя (фін. Kruunuvuorenselkä, швед. Kronobergsfjärden) — затока на півдні Фінляндії на схід від центру Гельсінкі, завдовжки — 5 км, завширшки — 2 км. Обмежена островами: на півдні — Валлісаарі та Суоменлінна, зі сходу — Лааясало та Сантахаміна, і на півночі — Кулосаарі.
У затоці є декілька островів, найважливіший — Кустаанміекка, також у затоці розташовані гавані — Етелясатама (Південна гавань) та Похьойсранта (Північний берег), гавані сполучені каналом Катаянокан.
На півночі розташовані острови Коркеасаарі та Мустіккамаа вздовж яких є прохід до затоки Ванханкаупунгінселькя. Оскільки острови захищають затоку від хвиль відкритого моря, Гельсінський порт вважається одним з кращих у світі. Окрім Етелясатама, що використовується для пасажирських перевезень, на затоці розташовані вантажний порт Сьорняйстен та нафтоналівний порт у Лааясало. По відкриттю порту Вуосаарі більшість вантажних перевезень було перенесено до нього.
Круунувуоренселькя названо на честь скелі Круунувуорі в Лааясало. У районі скелі плановано будівництво мікрорайону Круунувуоренранта,  також заплановано будівництво мостового переходу Круунусіллат через затоку. Мерія Гельсінкі схвалила будівництво Круунусіллат у серпні 2016 року.

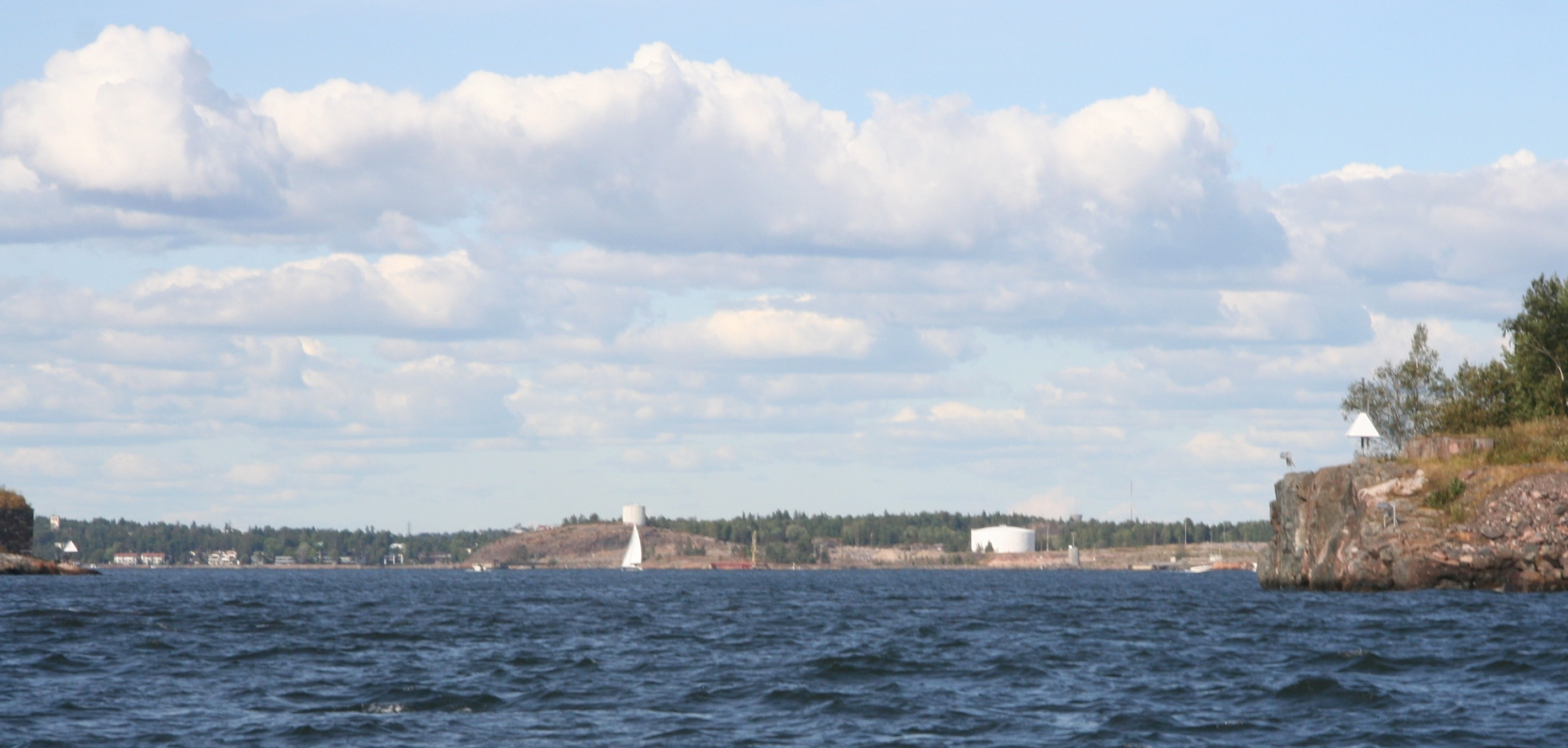
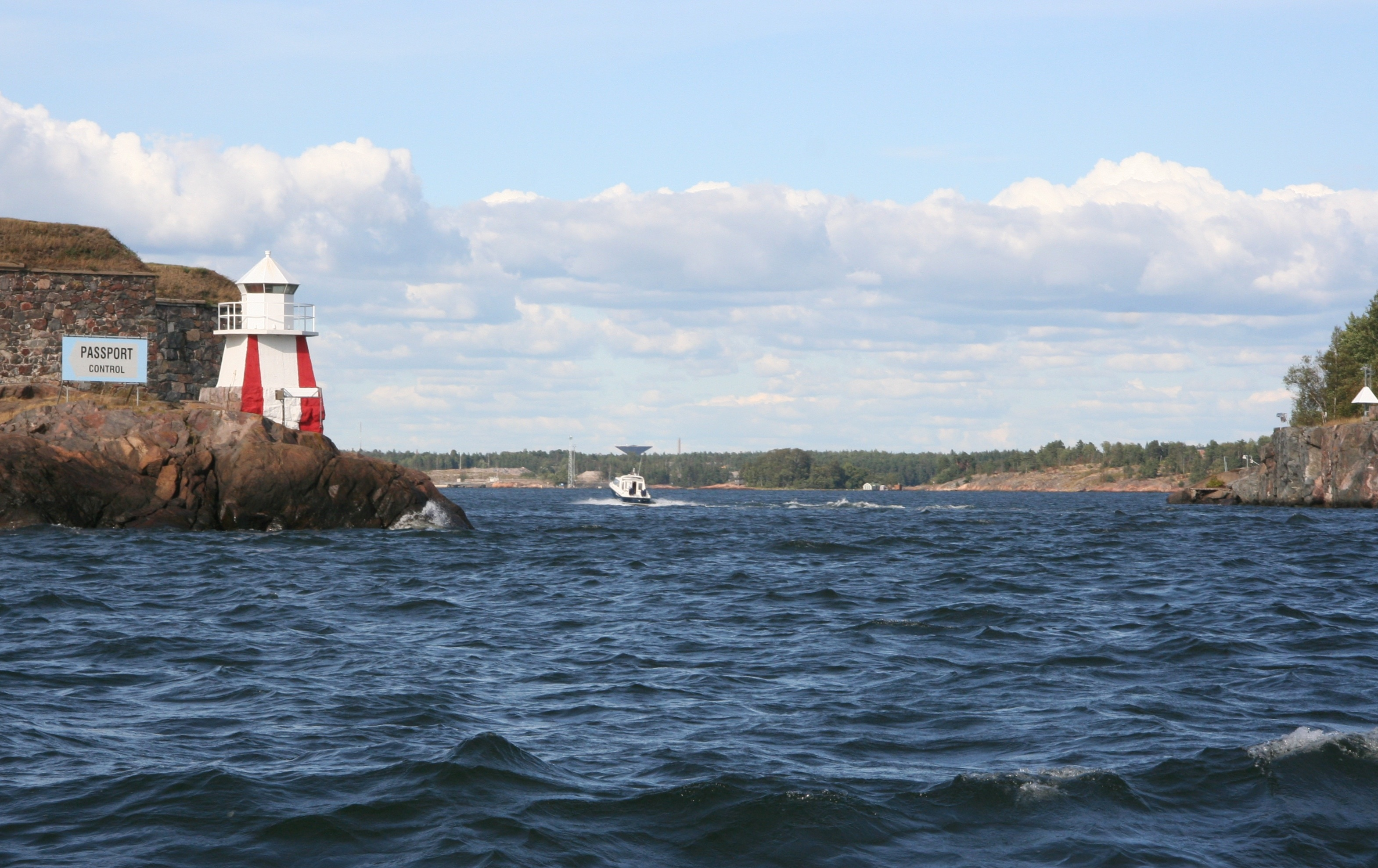